# Herminia bilineata
Herminia bilineata là một loài bướm đêm trong họ Noctuidae.